# Mau-Ulo-Pú
Mau-Ulo-Pú (Mau-Ulo-Fu) ist eine osttimoresische Aldeia im Suco Mau-Ulo (Verwaltungsamt Ainaro, Gemeinde Ainaro). 2015 lebten in der Aldeia 235 Menschen.

## Geographie und Einrichtungen
Die Aldeia Mau-Ulo-Pú liegt im Südosten des Sucos Mau-Ulo. Nordöstlich befindet sich die Aldeia Hato-Lelo, nördlich die Aldeia Mau-Ulu-Lau und westlich die Aldeia Dagamessa. Im Süden grenzt Mau-Ulo-Pú an den Suco Mau-Nuno. Der Sarai, ein Nebenfluss des Belulik, folgt der Grenze im Westen und Süden. In den Sarai mündet der Kilelo, der die Ostgrenze zum Suco Ainaro markiert. Hier befindet sich auch der Kilelo-Wasserfall.
Mehrere Straßen durchqueren die Aldeia. An ihnen liegt der Großteil der Besiedlung. Der Friedhof von Mau-Ulo wird durch die Grenze zu Mau-Ulu-Lau geteilt.